# Kobiór
Kobiór ( [ˈkɔbjur]IPA, německy Kobier) je vesnice v jižním Polsku ve Slezském vojvodství v okrese Pština. Tvoří samostatnou gminu. Leží mezi Pštinou a Tychami na páteřní železniční trati Katovice–Bílsko-Bělá–Zvardoň. V prosinci 2019 zde žilo 4 905 osob.
První zmínka o Kobióru pochází z roku 1517. Vesnice po staletí sdílela osudy Pštinského panství. Do roku 1742 byla součástí Koruny království českého, následně připadla Prusku a v roce 1922 byl připojena k Polsku.
Obec se rozkládá uprostřed velkého lesního komplexu nazývaného Pštinské lesy (kdysi Knížecí dolní pštinské lesy – Fürstlich Plessische Nieder-Forsten). Lesní plochy zaujímají až 82 % území gminy.
Při sčítání lidu 2002 se 21,93 % obyvatel Kobióru hlásilo ke slezské národnosti, nejvíc v celém Polsku. V roce 2011 tuto národnost uvedlo 30,1 % žijících ve pštinském okrese.
Na kobiórském katastru na jižním břehu vodní nádrže Paprocany se nachází lovecký zámeček Promnice (Promnitz). Byl postaven v romantickém alpském stylu v roce 1861 na místě staršího objektu z 18. století. Roku 1867 vyhořel a byl podle stejných plánů obnoven. Lokalita je pojmenována podle šlechtického rodu Promnitzů, který vládl Pštinskému panství ze všech nejdéle – od roku 1548 až do 1765.
Partnerskými obcemi jsou český Šternberk, slovenská Dobšiná a maďarský Sajószentpéter.